# František Koudelka (malíř)
František Koudelka, křtěný František (9. října 1896 Bílovice nad Svitavou - 13. dubna 1976 Karlovy Vary), byl český malíř, ilustrátor, grafik a sochař.

## Život
František Koudelka se narodil v Bílovicích nad Svitavou v rodině slévače Františka Koudelky a jeho ženy Antonie rodem Kartosové, dcery místního zahradníka. Po absolvování základního vzdělání patrně vystudoval gymnázium.
V letech 1917-1918 studoval ve Vídni na Akademii výtvarných umění u prof. Edmunda Ritter von Hellmera, poté se odebral do Prahy, kde se v letech 1918-1920 školil na zdejší malířské akademii u prof. Štursy a Thieleho. Dále v letech 1920-1923 pobýval na Espace Eiffel Branly v Paříži a později zde studoval u prof. Emile-Antoine Bourdella.
V roce 1947 se oženil PHMr. Hildou Trnsleinovou.
Nad sochařskými portréty Františka Koudelky brzy převládla malba, v níž záhy přešel ke krajinářským motivům.

## Výstavy

### Kolektivní
- 1924 Josef Antoš, Ludvík Dvořáček, Franta Koudelka, Sandro de Pian, Břetislav Benda, Václav Radimský, Dům umění města Brna, Brno
- 1938 III. Zlínský salon, Studijní ústav, Zlín
- 1940/1941 Národ svým výtvarným umělcům, Praha, Praha
- 1962 Výstava příslušníků západočeské krajské organizace SČVU, Západočeská galerie v Plzni, Plzeň
- 1964 Karlovarští výtvarníci 1964, Galerie umění Karlovy Vary, Karlovy Vary

### Adresáře
- 1926 Adresář výtvarných umělců československých, Syndikát výtvarných umělců československých
- 1937 Adresář výtvarných umělců československých, Syndikát výtvarných umělců československých